# اريك دورسي
اريك دورسي (بالإنجليزية: Eric Dorsey)‏ هو لاعب كرة قدم أمريكية أمريكي، ولد في 5 أغسطس 1964 في واشنطن العاصمة في الولايات المتحدة.

## وصلات خارجية
- اريك دورسي على موقع مرجع كرة القدم المحترفة.كوم (الإنجليزية)